# Live from KCRW
Live from KCRW è un album dal vivo del gruppo musicale australiano Nick Cave and the Bad Seeds, pubblicato nel 2013.

## Tracce
Testi e musiche di Nick Cave, eccetto dove indicato.

### CD
1. Higgs Boson Blues – 8:46 (Cave, Warren Ellis)
2. Far from Me – 5:27
3. Stranger Than Kindness – 4:53 (Anita Lane, Blixa Bargeld)
4. The Mercy Seat – 5:11 (Cave, Mick Harvey)
5. And No More Shall We Part – 3:51
6. Wide Lovely Eyes – 4:13 (Cave, Ellis)
7. Mermaids – 5:23 (Cave, Ellis)
8. People Ain't No Good – 5:18
9. Push the Sky Away – 4:46 (Cave, Ellis)
10. Jack the Ripper – 4:28

### Doppio LP
1. Higgs Boson Blues – 8:46 (Cave, Ellis)
2. Far from Me – 5:27
3. Stranger Than Kindness – 4:53 (Lane, Bargeld)
4. The Mercy Seat – 5:11 (Cave, Harvey)
5. And No More Shall We Part – 3:51
6. Wide Lovely Eyes – 4:13 (Cave, Ellis)
7. Mermaids – 5:23 (Cave, Ellis)
8. People Ain't No Good – 5:18
9. Into My Arms – 3:48
10. God is in the House – 4:26
11. Push the Sky Away – 4:46 (Cave, Ellis)
12. Jack the Ripper – 4:28

## Formazione
- Nick Cave – voce, piano
- Warren Ellis – chitarra, violino, piano, loops, cori
- Martyn P. Casey – basso
- Jim Sclavunos – batteria, percussioni, cori
- Barry Adamson – organo, percussioni, cori